# Estació de Barking
Barking és una estació de ferrocarril situada a Barking, al districte de Barking i Dagenham a Londres. Passen trens de National Rail, Metro de Londres i London Overground.